# Nintendo Dream
A Nintendo Dream (ニンテンドドリーム, illetve rövidítve: ニンドリ) egy japán videojátékos magazin, melyet a MYCOM Communications ad ki. A Nintendo Dream Japán legfőbb Nintendós újságja, mely a Nintendo DS és Wii játékkonzolokra megjelenő játékokkal foglalkozik. 1996 júniusában, a Nintendo 64 megjelenésekor alapították „64 Dream” néven. 2001 májusában, még a Nintendo GameCube megjelenése előtt „Nintendo Dream”-re változtatták a nevét.
A 64 Dream eredetileg havilap volt, egészen 2001-ig, mikor átnevezték Nintendo Dreamre. 2002-ben kéthetente jelent meg; minden hónap hatodik és huszonegyedik napján. 2005-ben ismét visszaálltak a havonta történő megjelenésre, ezt a sémát követik ma is.
Minden lapszámhoz mellékelnek valamilyen ajándékot; például stratégiai útmutatókat és egyéb hasonló dolgokat.

## Külső hivatkozások
- A Nintendo Dream hivatalos weboldala (japánul)